# Мінамі-Асіґара

35°19′14″ пн. ш. 139°6′0″ сх. д. / 35.32056° пн. ш. 139.10000° сх. д.
Міна́мі-Асіґа́ра (яп. 南足柄市, みなみあしがらし, МФА: [mʲinamʲi aɕigaɾa ɕi̥]) — місто в Японії, в префектурі Канаґава.

## Короткі відомості
Розташоване в західній частині префектури. Виникло на основі постоялого містечка раннього нового часу. Отримало статус міста 1972 року. Основою економіки є сільське господарство, вирощування мандаринів та їстівних каштанів, харчова промисловість, виготовлення фотоплівки, комерція. В місті розташований середньовічний буддистський монастир Сайдзьодзі. Станом на 1 квітня 2009 площа міста становила 76,93 км². Станом на 1 липня 2011 населення міста становило 43 891 особу.

## Міста-побратими
- Тілбург, Нідерланди (1989)
- Мітойо, Японія (1990)

## Уродженці
- Міядзава Хіната (нар. 1999) — японська футболістка.